# Johann Karl August Schurig

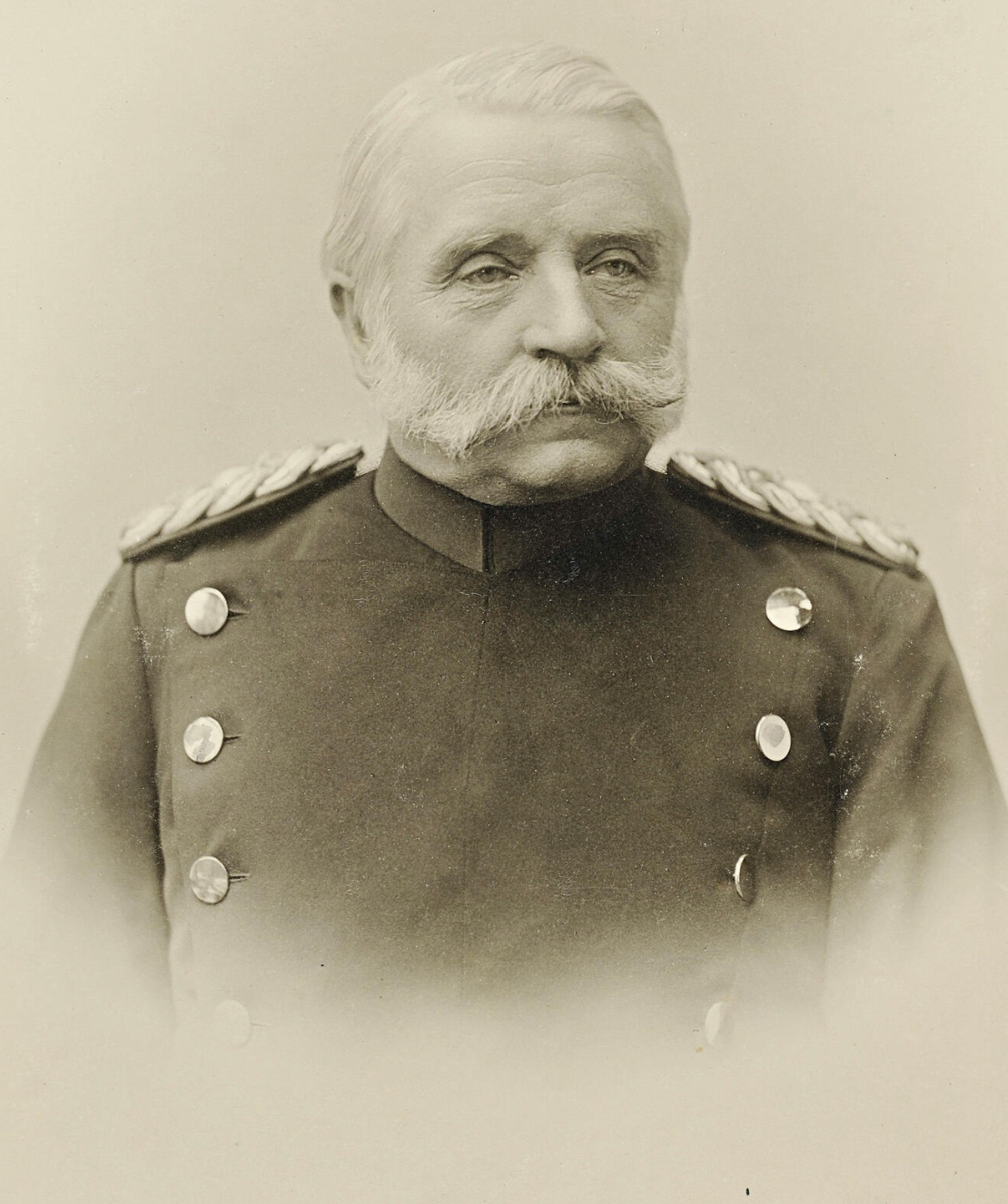
Johann Karl August Schurig

Johann Karl August Schurig (* 11. Oktober 1828 in Radeberg; † 21. August 1901) war ein sächsischer Generalleutnant und langjähriger Intendant der sächsischen Armee. Er konnte sich vom Kompanieschreiber bis hin zum Generalleutnant hocharbeiten.

## Leben
Johann Karl August Schurig war der Sohn des Radeberger Kantors Gottfried August Schurig, der 1843 Musikdirektor in Friedrichstadt (Dresden) geworden war und Bruder des sächsischen Justizministers Rudolf Schurig (1835–1901). 
Er leistete ab November 1849 seine Militärpflicht beim Infanterie-Regiment „Prinz Max“ in der sächsischen Armee ab und lockte schon nach wenigen Monaten durch seine besondere Befähigung die Aufmerksamkeit seiner Vorgesetzten auf sich, sodass er zunächst Kompanieschreiber und zum Unteroffizier befördert wurde und nachfolgend als Bataillonskurier wirkte. In dieser Eigenschaft machte er den Feldzug in Holstein im Jahr 1849 mit und wurde nach Ende des Konfliktes in das 7. Infanterie-Bataillon versetzt und zur Teilnahme an den Lehrkursen der Militärbildungsanstalt in Dresden befehligt. Nach bestandener Reifeprüfung wurde er als Portepeejunker beim 5. Infanterie-Bataillon angestellt und im Jahr 1852 zum Leutnant befördert. Nach vier Jahren in seinem neuen Dienstrang wurde er als solcher zur Vorschule für den sächsischen Generalstab befehligt und tat sich während dieses Kommandos durch Fleiß und ernstes Streben derart hervor, dass ihm als Disziplinaroffizier im Kadettenhaus die Erziehung des Offiziersnachwuchses für die Armee anvertraut wurde. Kurze Zeit vorher konnte er unter eigener Lebensgefahr einem jungen Mann der beim Baden in einen Strudel geraten war, das Leben retten. Als Oberleutnant wurde er der Kommission zur Bearbeitung eines neuen Turn- und Fechtreglements für die Armee zugeteilt und wurde in Anerkennung seiner Verdienste mit dem Ritterkreuz des Albrechtsordens ausgezeichnet.
Nach Ausbruch des Krieges gegen Preußen im Jahr 1866 wurde er seiner Position am Kadettenhaus entbunden und als Generalstabsoffizier dem Kommando der Depottruppen zugeteilt, wo er durch seine organisatorischen Talente die Aufmerksamkeit des sächsischen Oberst Alfred von Fabrice auf sich lenken konnte. Dieser ernannte, nachdem er zum sächsischen Kriegsminister ernannt wurde, Hauptmann Schurig zum Intendanturrat im Kriegsministerium. In dieser Stellung leistete er treffliche Dienste bei der Umformung der sächsischen Armee nach der Niederlage des Königreich Sachsen. Nach der Mobilmachung der sächsischen Armee im Zuge des kommenden Krieges gegen Frankreich wurde Schurig Feldintendant des sächsischen Armeekorps. Er wurde dann als Stabsoffizier der nach der Schlacht von Gravelotte errichteten Maasarmee zugeteilt, wo er sich erneut, nun schon Major, durch seine organisatorischen Talente auszeichnen konnte und die Verpflegung und Bekleidung während der Wintermonate beinahe Überfluss hatten. Er wurde für seine Verdienste im Krieg mit dem Eisernen Kreuz und dem Ritterkreuz des sächsischen Verdienstorden mit Schwertern ausgezeichnet.
Er kehrte nach Kriegsende wieder an seine Friedensstelle zurück und wurde in dieser Eigenschaft 1874 zum Oberstleutnant sowie 1878 zum Oberst befördert, wobei er dann zum Abteilungschef der 3.-Ökonomie-Abteilung im Kriegsministerium ernannt wurde. Seine Verdienste um die Heeresverwaltung fanden an Allerhöchster Stelle Anerkennung in seiner Beförderung als Abteilungschef zum Generalmajor im Jahr 1885 und zum Generalleutnant im Jahr 1888. Er wurde mit dem Komturkreuz des Albrechtsordens ausgezeichnet. Nachdem er im Jahr 1891 schwer erkrankte und selbst ein Urlaub im Süden nichts bewirkte, wurde er im selben Jahre unter Genehmigung seines Abschiedsgesuches und der Verleihung des Großkreuzes des sächsischen Verdienstordens zur Disposition gestellt. Im Ruhestand betätigte er sich u. a. im Militärvereinswesen.
Er wurde auf dem inneren Neustädter Friedhof in Dresden begraben. Ein Sohn war der sächsische Oberst und Museumsleiter Johannes Schurig (1864–1929).